# Pulau Tongah
Pulau Tongah is een bestuurslaag in het regentschap Kuantan Singingi van de provincie Riau, Indonesië. Pulau Tongah telt 578 inwoners (volkstelling 2010).